# Žihobce
Obec Žihobce (německy Schihobetz) se nachází v okrese Klatovy, kraj Plzeňský. Žije zde 581 obyvatel.

## Název
Původní název vsi Živohybici se postupně změnil na Žihobice a poté na Žihobce. V historických pramenech se objevuje ve tvarech: Sivohibice (1045), Zihowicz (1356), de Zyhobecz (1359), in Zihobyczich (1383), de Ziobecz (1404), in Zihobecz (1406), z Žihobec (1429), de Ziehobecz (1454), z Žehobec (1461), Žíhovec (1467), z Žiehobec (1539), v Zihobiczych (1547), Zihobiczych(1582), od Zihobicz (1586), Zijhobsky (1610), Zihobicze (1614), „z statku žihobského“ (1615), Žichobice (1654), Zichobitz (1683), Žichowitz a též Žihobitz, Žihobicze, Žihobecz, Žihowicze (1786), Žihobetz a Živohybice (1848) a od roku 1916 Žihobec.

## Historie
První písemná zmínka o vesnici pochází z roku 1045, kdy se připomíná jako majetek břevnovského kláštera. Roku 1710 zakoupil Žihobce, spolu s hradem Rabí, Jan Filip Lamberg (1651–1712), kardinál a pasovský biskup. Kníže Gustav Jáchym (1812–1862) se oženil s dcerou žichovického šafáře Kateřinou Hrádkovou (1824–1889), jejich potomstvo nemohlo převzít knížecí titul ani majetek a panství tak přešlo do rukou uherské větve Lambergů.

## Obyvatelstvo
| Rok            | 1869  | 1880  | 1890  | 1900  | 1910  | 1921  | 1930  | 1950  | 1961  | 1970  | 1980 | 1991 | 2001 | 2011 | 2021 |
| -------------- | ----- | ----- | ----- | ----- | ----- | ----- | ----- | ----- | ----- | ----- | ---- | ---- | ---- | ---- | ---- |
| Počet obyvatel | 2 047 | 2 147 | 2 085 | 2 034 | 2 180 | 2 021 | 1 835 | 1 325 | 1 247 | 1 076 | 903  | 754  | 669  | 603  | 566  |
| Počet domů     | 277   | 305   | 315   | 316   | 329   | 338   | 373   | 391   | 343   | 318   | 289  | 347  | 354  | 361  | 365  |

## Obecní správa

### Části obce
- Žihobce
- Bešetín
- Bílenice
- Kadešice
- Rozsedly
- Šimanov

V katastrálním území Žihobce leží také osada Podskalí.

### Obecní symboly
Znak a vlajka byly obci uděleny rozhodnutím předsedy Poslanecké sněmovny Parlamentu České republiky dne 23. listopadu 1995.

## Pamětihodnosti
- Kostel Proměnění Páně s přístupovým schodištěm a terasou uprostřed obce
- Na jihovýchodním okraji stojí raně barokní žihobecký zámek postavaný Ferdinandem Iselinem z Lanau na místě starší tvrze.[5]
- Lípa v zámeckém parku, památný strom

## Fotogalerie

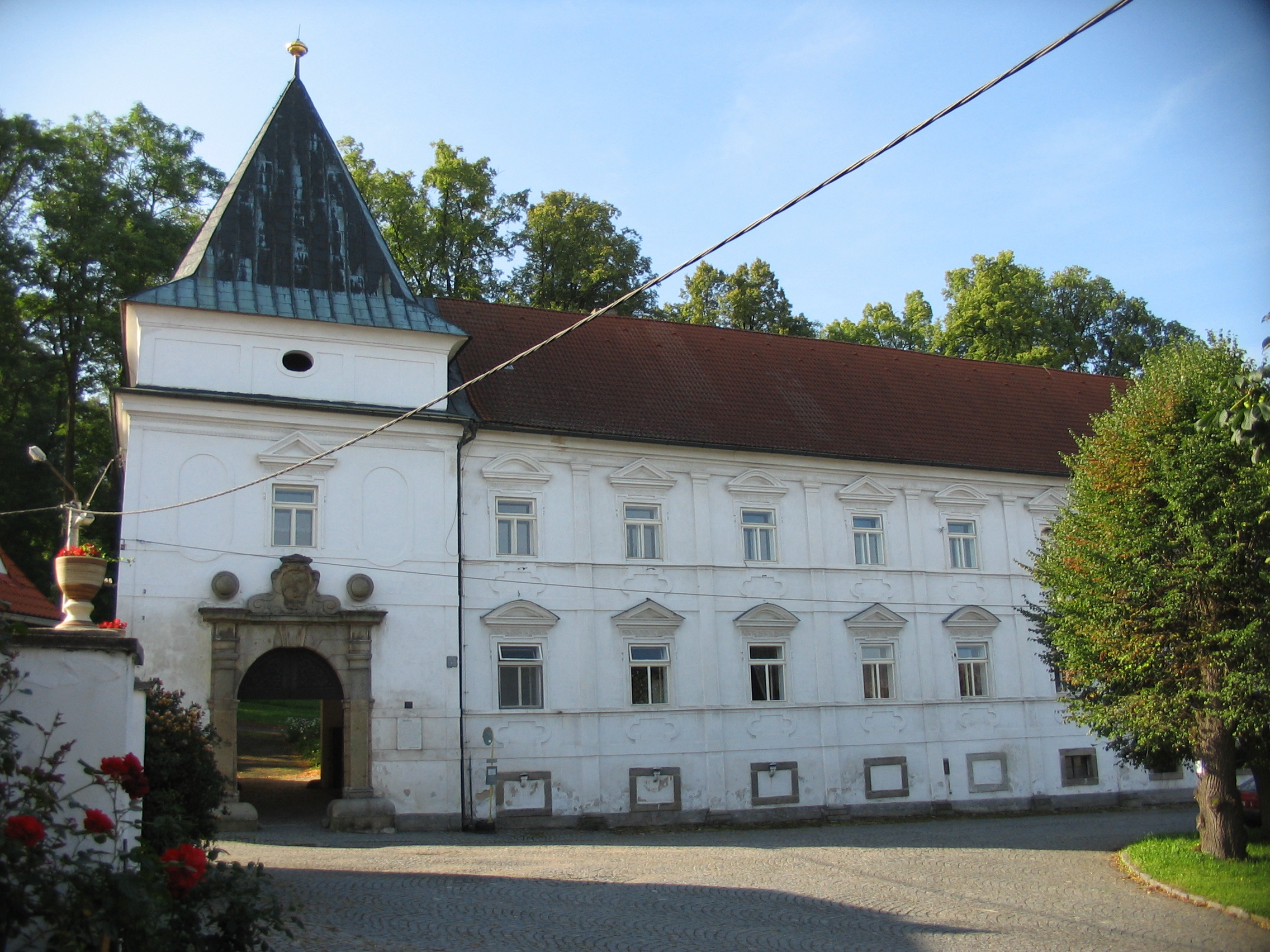
Zámek
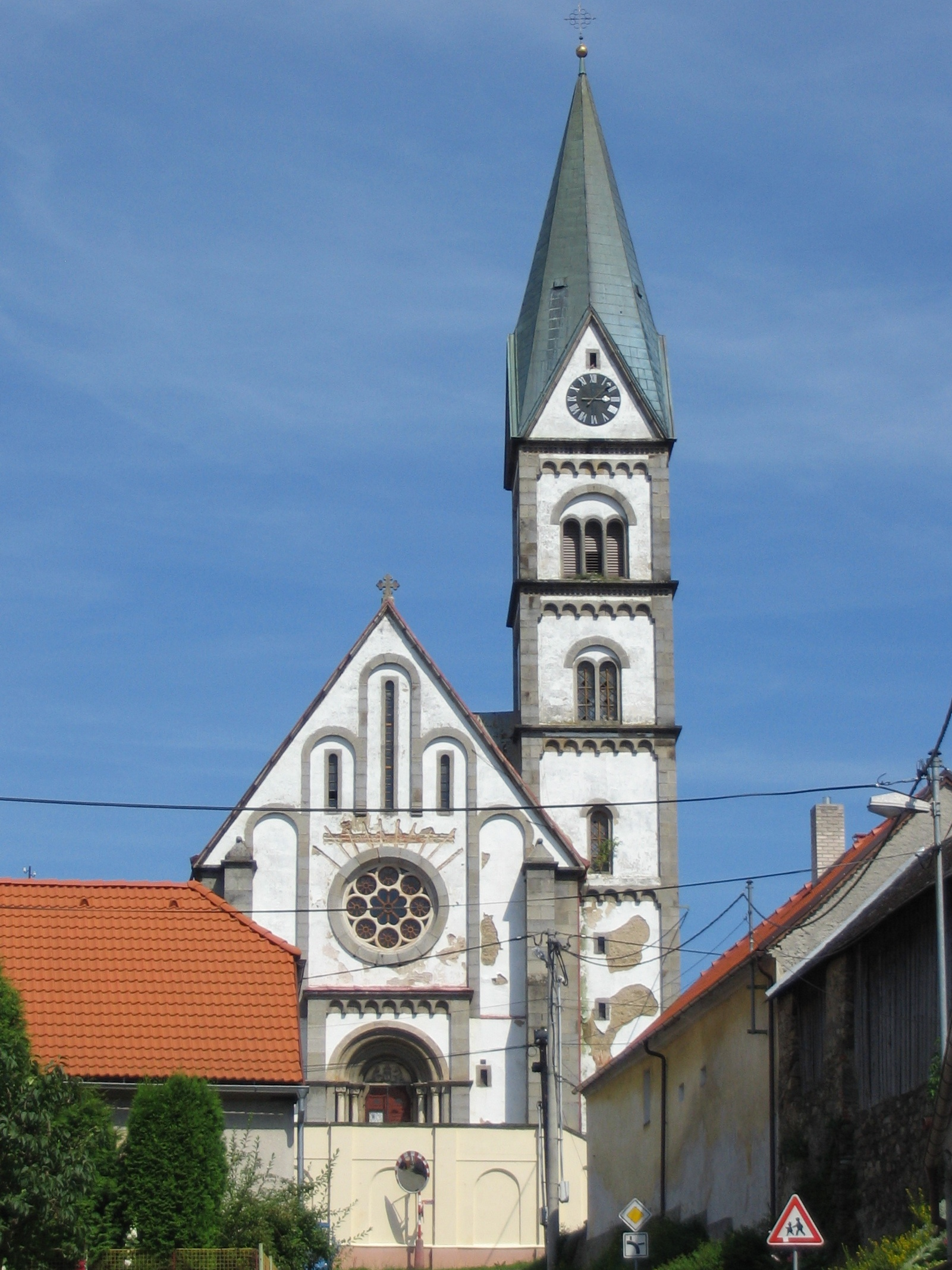
Průčelí kostela
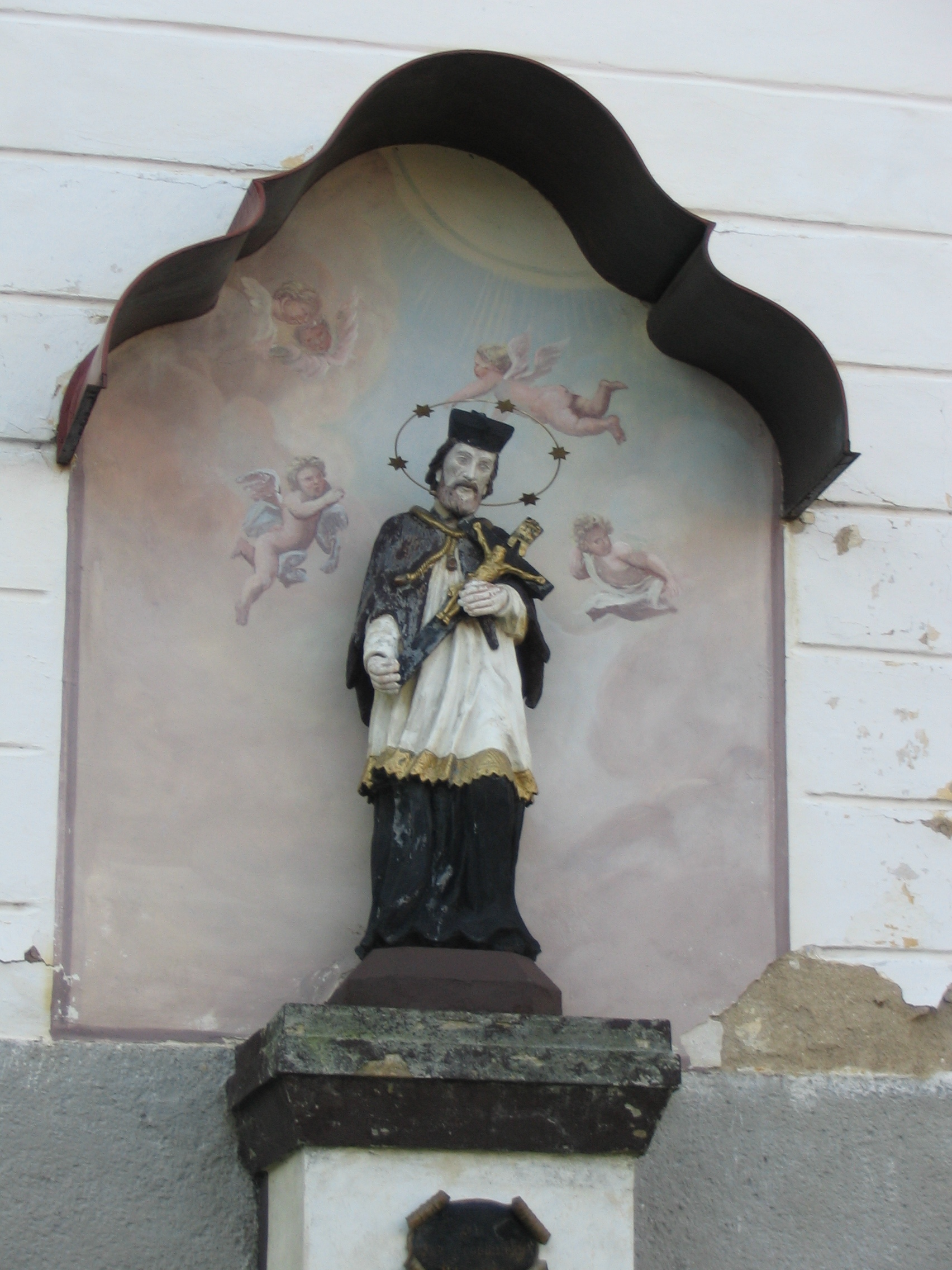
Socha Jana Nepomuckého na budově pošty